# アリルプロピルジスルフィド
アリルプロピルジスルフィド (英: allyl propyl disulfide) は、化学式C6H12S2で表される有機硫黄化合物である。薄い黄色の液体で強い臭気を持つ。
ジアリルジスルフィドと並んでタマネギ中毒の原因物質とされる。